# Case Mix Index
Der Case Mix Index (Abk. CMI, Syn. Fallschwere-Index im DRG-System) beschreibt für einen bestimmten Zeitraum die durchschnittliche Schwere der Patientenfälle gemessen an einer Skala, die dem Gesamt-Ressourcenaufwand entspricht. Er stellt ein Maß für den relativen ökonomischen Ressourcenaufwand aller behandelten Krankenhausfälle dar. Bedeutung hat der CMI vor allem in medizinisch-ökonomischen Patientenklassifikationssystemen wie Diagnosis Related Groups (DRG).
Der Case Mix Index wird für ein Kalenderjahr errechnet durch die Addition der Relativgewichte (cost weight, CW) eines jeden Patientenfalls [Summe = Case Mix (CM)] mit anschließender Division durch die Anzahl der Fälle. Der Case Mix ist die Summe der von einem Krankenhaus in einem bestimmten Zeitraum abgerechneten Relativgewichte.

## Einschränkung
Der CMI spiegelt nur Durchschnittsverhältnisse wider und sagt als Mittelwert nichts über die Verteilung der Schweregrade aus.
Der CMI ist relatives Vergleichskriterium der Kostenstruktur eines Krankenhauses, jedoch kein absolutes Effizienzmaß.